# Nagybajom
Nagybajom város Somogy vármegyében, a Kaposvári járásban.

## Fekvése
A vármegye középső részén fekszik, a Balatontól és a Drávától szinte pontosan ugyanolyan távol, Kaposvártól 25 kilométerre nyugatra.
A közvetlenül határos települések: észak felől Libickozma, északkelet felől Somogyfajsz és Újvárfalva, kelet felől Somogysárd és Pálmajor, délkelet felől Kiskorpád, dél felől Jákó, délnyugat felől Kutas, nyugat felől Böhönye, északnyugat felől pedig Mesztegnyő.

### Megközelítése
Legfontosabb közúti megközelítési útvonala a Dunaföldvár-Kaposvár-Nagykanizsa közti 61-es főút, ezen érhető el keleti és nyugati irányból is. A környék jelentősebb települései közül Kadarkúttal a 6618-as út, Nagyatád vonzáskörzetével (Láboddal) pedig a 6619-es út köti össze. Külterületének keleti részét egy-egy aránylag rövid szakaszon érinti a Somogysárd-Újvárfalva közti 67 117-es út és a 67 132-es számú pálmajori bekötőút is.
Közelében halad el a MÁV 41-es számú Dombóvár–Gyékényes-vasútvonala, melynek egyik megállási pontja Nagybajom elnevezését is a nevében viseli (Jákó-Nagybajom vasútállomás), de közigazgatásilag az állomás Jákó területén – belterületének északi szélén – található, Nagybajomtól körülbelül 6 kilométerre délre, a 6618-as út vasúti keresztezésétől nem messze keleti irányban.

## Nevének eredete
Neve az Árpád-kori Baj, Baján névből származik melynek jelentése „gazdag”.

## Története
Nagybajom Árpád-kori település, nevét már 1197-ben említették a zselicszentjakabi apátság birtokösszeírásában. Nevét 1297-ben Boyon, 1357-ben Boyun alakban említették az oklevelekben. Az 1332-1337 között a pápai tizedjegyzék is említette, tehát ekkor már plébániája is volt. 1434-1435-ben a Nagymartoni (Fraknói) grófok voltak birtokosai, 1440-ben mindkét Bayont Erzsébet királyné, mint az utód nélkül elhalt Bajoni Imre birtokát, Zagorhidai Tárnok Demeternek adományozta. 1466-1483 között Korotnai János birtoka volt, 1536-ban Bajomi László és János, Ipoltfy János és Wárday Tamás mester, 1550-ben Wárday Zsigmond, Magyar Bálint és Horváth Péter, 1583-ban Lengyel Lőrinc, 1598-1599-ben Koroknay János, Horváth Ferenc és Bucsányi Farkas voltak a földesurai. 1660-ban a pannonhalmi dézsmaváltságjegyzékben a Koroknay és a Topos családok birtoka, 1699-ben pedig már Sárközy János is birtokos volt itt. 1703-1715 között a Koroknay család volt a földesura, de e családon kívül, 1717 táján a Malik, a Beke, a Szelestey, a Bátsmegyei, a Jámbor, a Szily, a Kovács és a Csanády családoknak is voltak itt birtokrészeik. 1721-ben Bajom negyedrészét, Koroknya-, Lencsen- és Lók-pusztákkal együtt, gróf Rindsmaul Zsigmond nyerte adományul, akitől 1723-ban Sárközy János vásárolta meg, és még ugyanez évben a lerombolt Koroknya várához tartozó összes birtokokat Nagy- és Kisbajomban megvásárolta és 1724-ben nejével együtt adományt nyert Szent-Ivánra (a későbbi Kiskorpád egy része) és Nagybajomban a Csanády Ferenc-féle részbirtokra is, majd 1726-ban már az említett egész birtok Sárközy Jánosé lett. 1776-ban Sárközy Antal, Sáry Pál, Somssich Antal, Festetics Lajos, Paiss Boldizsár, Boronkay György, a Pálffy-örökösök, a Marton család, Sárközy Gábor, Ferencz, Juliánna, János, József és László, Gombay András, Sári Péter, Kultsár János, Szily Ádám, a Bakó, a Horváth, a Márffy és más családok voltak itt birtokosok, az 1900-as évek elején pedig gróf Festetics Pál, Felsőbükki Nagy György, Igmándy Aladár, Sárközy Jenő és Imre, Pataky Vince, Csorba Ferenc és Sárdi Somssich Miklós volt itt a nagyobb birtokos, mindegyik csinos úrilakkal.
Az 1760-as években itt töltötte gyermekkorát Virág Benedek költő és történetíró, itt élt két évig (1798-1799) Sárközy István vendégeként, Csokonai Vitéz Mihály és ide vonult, 1707-1812 között, élete alkonyán Pálóczi Horváth Ádám, a költő, akinek Sárközy Jusztina volt a neje. Ugyancsak 1734-ben Sárközy Jánosnál fordult meg vendégségben Bél Mátyás is.
A római katolikusok ősi templomát a reformátusok elfoglalták ugyan, de 1717-ben visszavették tőlük. 1717 után azonban új templom épült. Új református templomot emeltek 1792-ben, amely az 1980-as években egy villámcsapás miatti tűz martalékává vált. A most álló református templom 1986-ban épült ökumenikus összefogásban, a leégett templom megtisztogatott tégláit is felhasználva. A régi templom egyik fala - a főbejárattal - ma is áll, illetve az alapok is felismerhetőek. A református temetőben kisebb, törökvilágbeli palánk sáncai ma is láthatók. Ugyancsak a község közelében állt egykor Koroknya (Korokna) vára, melynek sáncai szintén láthatók.
1800. november 11-én a községet egy fellázadt önkéntescsapat feldúlta, amely akkor a fél vármegyét végigpusztította. 1855-ben nagy kolerajárvány pusztított itt, ekkor körülbelül 200-300-an haltak el.
A század közepéig Nagybajom falunak számított és 1859-ben 2-3 ezer fős mezőváros lett. 1870-ben 4000 lakójával a vármegye harmadik legnépesebb települése volt. A gazdasági és társadalmi erő bizonyítéka az is, hogy három különböző vallási felekezet, a katolikus, a református és az izraelita külön elemi iskolát tartott fenn.
A „nagy vasútépítések” idején Nagybajomot elkerülte a fejlődést hozó vasút vonala. A vasútépítések révén differenciálódás indult meg az állomással rendelkező és azzal nem rendelkező települések között. Nagybajom lemaradása tehát főként a kor gazdasági-társadalmi fejlődése szempontjából húzóerőnek számító vasút hiányának tudható be.
Nagybajom az újkorra Somogy vármegye messze legnagyobb határú településévé vált. A település kedvező földrajzi helyzete azonban jelentős károkat okozott a történelem során, hiszen a háborúk idején vonuló hadak útjába esett, pusztította török és tatár egyaránt. A második világháború idején a Dunántúli hadmozdulatok révén súlyos emberáldozatot követelő csaták helyszíneként tartják számon ma is, itt húzódott a német frontvonal. A szovjet megszállás után a község újjáépítése fokozatosan történt. 1958-ban teljes erővel megindult a községfejlesztés. 1969. július 1-jével a szomszédos Jákó községgel Községi Közös Tanács néven közös tanácsot alakított, 1970. július 1-jén ismét nagyközségi rangra emelkedett. 1990. szeptember 30-án létrejött Nagybajom Nagyközség Önkormányzata. Jákó község különválása önálló önkormányzatot hoz létre. 1993. január 1-jén Pálmajor települési rész önálló önkormányzatot hozott létre, körjegyzőségileg továbbra is Nagybajomhoz tartozóan. A rendszerváltást követően az önkormányzatiság és a közvélemény aktivitása felerősítette a várossá nyilvánítás kérdéskörét. Nagybajom a helyi képviselő-testület kezdeményezésére 2001. július 1-jétől ismételten városi rangot kapott.
Egykor a településhez tartoztak a következő lakott helyek is: Balaskó-puszta, Csikota-puszta, Felsőkak-puszta, Homok puszta, Koroknya puszta, Nagybagod puszta, Lók puszta, Lekcsen puszta is.

### Felsőkak
Felsőkak puszta 1423-ban a Bő nemzetségből származó Laki Thúz, Létai, Kölkedi Messer és a Kürtösi családok birtoka volt. 1449-ben a Laki Thúz, a Létai és a Szecsényi családok birtoka. 1500-ban Corvin Jánost és Enyingi Török Imrét iktatták birtokába. 1549-ben Butsányi Korláthkőy Anna birtoka lett, 1550-ben pedig már Alya Mátyás birtokaként volt feltüntetve. 1726-ban Sárközy János, 1733-ban a Koroknay család birtoka volt.
Kakpuszta (Felső és Alsó Kak) egy falu volt Somogy vármegye belső részén. Ma Nagybajom része. 1930-ban fénykorában 460 lakója volt.
Elnéptelenedésének oka: az út bekötése nem történt meg, villamosítás nem volt a faluban, így a lakók folyamatosan elhagyták. Utolsó lakója, Teri néni, 2006-ban elhunyt.

### Homok puszta
Homok puszta neve már 1332-1337-ben szerepelt a pápai tizedjegyzékben, ekkor már plébániája is volt.

### Koroknya
Koroknya puszta a Győr nemzetség birtoka volt. A nemzetség tagjainak 1346. évi birtokmegosztásakor Dersfi Miklós birtoka lett. A 15. században a Koroknyai (Korotnai, Koroknai) családé volt. 1510-ben már fennállt a Koroknyaiak vára is, melyet 1555-ben Tujgon budai basa foglalt el. 1543-ban a jobbágyfalu még megvolt, valószínűleg az 1555. évi ostrom alkalmával pusztult el.

### Nagybalogd
Nagybalogd puszta eredetileg a Gutkeled nemzetség birtoka volt. 1349-ben a Gutkeled nemzetségbeli Felső-Lendvai II. Miklós fiai, Amadé és János, e helységet a Szent-Trinitás és Kakonya nevű birtokokkal akarták elcserélni. 1466-1483 között Korotnai János birtoka, 1660-ban pedig a Koroknay és a Topos, 1703-ban a Koroknay család, 1726-ban pedig Sárközy János birtoka volt.

### Lók
Lók puszta már 1332-1337-ben szerepelt a pápai tizedjegyzékben is. 1466-1488 között és 1703-1715 között a Koroknay család birtoka volt. 1726-ban Sárközy János, 1733-ban pedig ismét a Koroknayak birtoka volt.

### Nemcsény
Lencsen puszta a középkorban Nemcsény néven falu volt, neve már 1332-1337-ben szerepelt a pápai tizedjegyzékben is, tehát ekkor már egyházas hely volt. A Győr nemzetség ősi birtoka volt, amely a nemzetség tagjainak 1346 évi osztozkodásakor az e nemzetségből származó Szerdahelyi Dersfi Péter birtokába került. 1550-ben Alya Mátyás és Székely Lukács voltak birtokosai. 1703 előtt már csak puszta, és a Koroknay család birtokában volt, 1726-ban pedig Sárközy János birtokának írták, 1733-ban azonban már ismét a Koroknay családé volt.
Idetartoztak még: Setétkerék-, Agáczás-, Alsókak-, Égettakol-, Fehértó-, Földhíd-, Kis-, Madársára-, Sápa- és Újház puszták, Pál-major és Sáritag is. Itt feküdt egykor Csikota falu is, melynek helye és templomának nyomai az 1900-as évek elején is látható volt még.

## Közélete

### Polgármesterei
- 1990–1992: Csik László (független)[6]
- 1992–1994: Ács Attila (független)
- 1994–1998: Ács Attila (független)[7]
- 1998–2002: Ács Attila (független)[8]
- 2002–2006: Ács Attila (független)[9]
- 2006–2010: Czeferner Józsefné (független)[10]
- 2010–2014: Czeferner Józsefné (független)[11]
- 2014–2019: Czeferner Józsefné (Fidesz-KDNP)[12]
- 2019–2024: Pirka Mátyás (független)[13]
- 2024– : Pirka Mátyás (független)[1]

A településen 1992. december 20-án időközi polgármester-választás (és képviselő-testületi választás) zajlott.

## Népesség
A település népességének változása:
| Lakosok száma | 3288 | 3270 | 3288 | 3350 | 3118 | 3208 | 3176 |
|               | 2013 | 2014 | 2015 | 2021 | 2022 | 2023 | 2024 |

A 2011-es népszámlálás során a lakosok 89,4%-a magyarnak, 7,6% cigánynak, 0,4% németnek, 0,2% ukránnak mondta magát (10,5% nem nyilatkozott; a kettős identitások miatt a végösszeg nagyobb lehet 100%-nál). A vallási megoszlás a következő volt: római katolikus 58,6%, református 9,4%, evangélikus 0,5%, görögkatolikus 0,1%, felekezet nélküli 9,8% (20,5% nem nyilatkozott).
2022-ben a lakosság 85,2%-a vallotta magát magyarnak, 5,9% cigánynak, 0,3% németnek, 0,1% horvátnak, 0,1% ukránnak, 1,2% egyéb, nem hazai nemzetiségűnek (14,7% nem nyilatkozott; a kettős identitások miatt a végösszeg nagyobb lehet 100%-nál). Vallásuk szerint 39,2% volt római katolikus, 8,3% református, 0,4% evangélikus, 0,1% görög katolikus, 0,8% egyéb keresztény, 1,1% egyéb katolikus, 10,4% felekezeten kívüli (39,6% nem válaszolt).

## Nevezetességei
- A városban évente mintegy harminc gólyapár költ. Nagybajom 1996-ban elnyerte az Európai gólyafalu címet, amely a település 2001. július 1-jén történt várossá avatása után A gólyák városa névre változott. 2008-ban Nagybajom rendezte az Európai Gólyástelepülések Hálózatának 5. találkozóját.
- Sárközy-kúria
- Jézus Szíve Római Katolikus Plébánia a 15. században alapították. A török pusztítást követően a 17. században ismét felállították. Anyakönyveit 1717-től vezetik rendszeresen. Jelentős felújítás a templomban 1904-ben történt. Ekkor a templom szép színes ablakokat kapott, és a bútorzat is kicserélődött. Megújult a főoltár, mellékoltárok készültek.
- Református Egyházközség Története 1542-re nyúlik vissza, amikor az első törökdúlás után a faluba visszatérő lakosságot protestáns prédikátor látogatta meg. Szavai és igehirdetése halló fülekre és szívekre talált: az ő munkássága révén jött létre Nagybajomban a Református Egyházközség. 1542-től kezdve zavartalan egyházi élet folyt a Rákóczi-szabadságharc végéig, sikerült bevezetni az önkormányzatiságot (presbiteri rendszer) és az iskolai oktatást is. Az első tanító Nagybajomban Szalánki Pál volt. Az ellenreformáció minden lehetőséget megszüntetett, a reformátusoknak vallásuk gyakorlására csak a Türelmi Rendelet után nyílt újra lehetősége. 1780-1820 között építették fel a templomot, majd a lelkészlakást és végül az iskolát kántortanítói lakással együtt. Sajnos mára ezekből az épületekből csak a templom homlokzati fala maradt fenn. 1852-ben tűzvész következtében leégett az iskola, de a következő évben a régi iskola helyén már új iskola várta a tanulni vágyó diákokat. A kántortanítói lakás is ebben az évben újult meg. A második világháborúig zökkenőmentes volt a vallásgyakorlás. A háborúban visszavonuló német csapatok felrobbantották a templomot, amit nagy áldozatok árán sikerült újjáépíteni egyszerűsített formában 1948-ra. 1950. július 3-án az iskola épületét és a szolgálati lakást államosították. 1991-ben a presbitérium visszakérte a volt ingatlanjait, melyeket 1993-ban meg is kapott a helyi önkormányzattól.

## Nagybajomhoz köthető nevezetes személyek
- Virág Benedek az 1750-es években itt töltötte gyermekkorát.
- Pálóczi Horváth Ádám 1793-1812 között itt élt és alkotott.
- Csokonai Vitéz Mihály 1798-1799-ben itt vendégeskedett Sárközy Istvánnál. Környékbeli vendégeskedéséről részletesen ír Répay Lajos a Somogyi kázus című verséhez kapcsolódóan.
- Tenczer Pál 1836 – Budapest, 1905) politikus, hírlapíró, lapszerkesztő itt született.
- Sárközy Imre mérnök a Balatoni Nagyberek Lecsapoló, a Sió-csatorna, a Kapos vízi és Marótvölgyi vízszabályozó társulat egykori mérnöke, illetve igazgatója itt született 1869. április 15-én.
- Gyergyai Albert (1893-1981) irodalomtörténész, író, legkiválóbb műfordítóink egyike Nagybajom neves szülötte.

### Díszpolgárok
- Boross Péter, politikus, Magyarország miniszterelnöke
- Gyergyai Albert, Baumgarten-díjas, Francia becsületrendet elnyert irodalomtörténész, egyetemi tanár, író, műfordító
- Tibol László (1940-2002), festőművész, tanár, megyei szakfelügyelő,
- Horváth Éva (könyvtáros)
- Dr. Sáringer Gyula (1928-2009), akadémikus, volt országgyűlési képviselő
- Dr. Csányi Sándor (bankár)